# ひぐらしの哭く頃に 雀
『ひぐらしの哭く頃に 雀』（ひぐらしのなくころに じゃん）は、07th Expansionによる同人ゲーム『ひぐらしのなく頃に』を原作とした麻雀ゲーム。AQインタラクティブより2009年7月16日にアーケードゲームとして稼働開始され、2009年11月12日にPlayStation Portable用ソフトとして発売された。
正式なタイトル表記は原作ゲームと同様に『ひぐらしの哭く頃に 雀』と「哭（な）」を赤文字で表記する。
アーケード版は2011年5月1日付で発売元がAQインタラクティブからエンハートへ変更された。

## ゲーム概要
一般的なコンピュータ麻雀ゲームに見られる、二人打ち形式の麻雀ゲームで、脱衣麻雀に見られるイカサマ技も使用可能になっている。
ゲームモードは2種類（PSP版はオリジナルモードを追加し3種類）あり、いずれも原作者である竜騎士07監修の新作シナリオとなっている。またキャラクターの動作・演出がフルアニメーションで描かれている。

### ゲームモード
- オヤシロモード - プレイヤーは圭一となり、雛見沢症候群を発症したキャラクターと麻雀で対戦し、生き残っていくモード。イベントは原作同様テキスト表示で進行される。
- 部活モード - いわゆるフリー対局モードで、プレイヤー・対戦相手を任意のキャラクターを選んで対局する。勝った場合は対戦相手のコスプレ画像が見られる。
- 牌崩し編 - PSPオリジナルモード。ちびキャラによるギャグストーリーで展開される。

## 登場人物
- 前原圭一（声：保志総一朗）
- 竜宮レナ（声：中原麻衣）
- 園崎魅音（声：雪野五月）
- 北条沙都子（声：かないみか）
- 古手梨花（声：田村ゆかり）
- 園崎詩音（声：雪野五月）
- 知恵留美子（声：折笠富美子）
- 鷹野三四（声：伊藤美紀）
- 羽入（声：堀江由衣）
- 大石蔵人（声：茶風林）
- 赤坂衛（声：子安武人）
- 富竹ジロウ（声：大川透）
- 入江京介（声：関俊彦）
- 葛西辰由（声：立木文彦）
- 小此木（声：小杉十郎太）
- 園崎お魎（声：尾小平志津香）

## 主題歌
- PSP版OP『黒い花』
  - 作詞：新堂真弓、作曲・編曲：岩野道拓
  - 歌：榊原ゆい
- PSP版ED『あなたは私の鏡』
  - 作詞・作曲：Local Bus、編曲：Local Bus、Kikuokick
  - 歌：Local Bus

## 漫画版
2誌で漫画版が連載されている。いずれも原作表記は竜騎士07、AQインタラクティブ。
- ひぐらしの哭く頃に 雀（作画：綾見ちは・云熊まく、月刊コンプエース（角川書店）2009年10月号 - 2010年5月号・全1巻）
- ひぐらしの哭く頃に 雀 -燕返し編-（作画：山田J太、近代麻雀（竹書房）2010年1月1日号 - 2011年2月1日号(月一連載)・上下巻）
  - 本作の直接のコミカライズではなく、原作をベースに麻雀を絡めたストーリーになっている。